# I. e. 135
Évszázadok: i. e. 3. század – i. e. 2. század – i. e. 1. század
Évtizedek: i. e. 180-as évek – i. e. 170-es évek – i. e. 160-as évek – i. e. 150-es évek – i. e. 140-es évek – i. e. 130-as évek – i. e. 120-as évek – i. e. 110-es évek – i. e. 100-as évek – i. e. 90-es évek – i. e. 80-as évek
Évek: i. e. 140 – i. e. 139 – i. e. 138 – i. e. 137 –  i. e. 136 – i. e. 135 – i. e. 134 – i. e. 133 – i. e. 132 – i. e. 131 – i. e. 130

## Események

### Róma
- Quintus Calpurnius Pisót és Servius Fulvius Flaccust választják consulnak. S. Fulvius leveri az illír ardiaei törzs lázadását.
- Eunus vezetésével kitör az első szicíliai rabszolgaháború.
- A census során 317 933 római polgárt számlálnak össze.
- Görögországban M. Cosconius praetor visszaveri a kelta szkordiszkuszok betörését.

### Júdea
- Simon Makkabeust és két nagyobbik fiát veje, Ptolemaiosz egy lakomán meggyilkoltatja. Harmadik fiának, Ióannész Hürkanosznak sikerül megmenekülnie és ő veszi át apja trónját.

### Kína
- Vu császár beavatkozik a délkeleti Min-jüe és a déli Nan-jüe királyságok háborújába.

## Születések
- Rodoszi Poszeidóniosz, görög filozófus
- Lucius Julius Caesar, római hadvezér és államférfi
- Cnaeus Pompeius Strabo, római hadvezér és államférfi

## Halálozások
- Simon Makkabeus, júdeai király

## Fordítás
- Ez a szócikk részben vagy egészben  a(z)   135 av. J.-C. című francia Wikipédia-szócikk ezen változatának fordításán alapul.  Az eredeti cikk szerkesztőit annak laptörténete sorolja fel. Ez a jelzés csupán a megfogalmazás eredetét és a szerzői jogokat jelzi, nem szolgál a cikkben szereplő információk forrásmegjelöléseként.